# Basilides
Basilides (Βασιλείδης) a fost un profesor religios gnostic creștin timpuriu din Alexandria, care a predat din 117 până în 138 d.Hr. și a susținut că a moștenit învățăturile sale de la Apostolul Matia. 
El a fost elevul fie al profesorului gnostic Simonian Menander, fie al unui presupus discipol al lui Petru pe nume Glaucias.